# Antoni Bystrzonowski (1870–1958)
Antoni Bystrzonowski (ur. 3 lutego 1870 w Sierczy, zm. 30 stycznia 1958 w Krakowie) – polski ksiądz katolicki, teolog, profesor Uniwersytetu Jagiellońskiego.

## Życiorys
Syn Feliksa i Kazimiery z Kosińskich. Ukończył studia teologiczne na Uniwersytecie Jagiellońskim (1893), 3 lutego 1893 przyjął święcenia kapłańskie, doktoryzował się z filozofii i teologii na Uniwersytecie Gregoriańskim w Rzymie. Pracował jako katecheta w Gimnazjum Św. Anny w Krakowie. W latach 1909–1948 profesor Wydziału Teologicznego UJ, w okresie międzywojennym kilkukrotnie dziekan tego wydziału, uczeń Józefa Sebastiana Pelczara.
Aresztowany 6 listopada 1939 w gronie profesorów krakowskich po tzw. „wykładzie inauguracyjnym” SS-Sturmbannführera Bruno Müllera (Sonderaktion Krakau), został wywieziony do obozu w Sachsenhausen. Uwolniony 8 lutego 1940 m.in. dzięki interwencji Stolicy Apostolskiej.
Pochowany na cmentarzu Rakowickim w Krakowie.

## Ordery i odznaczenia
- Krzyż Komandorski Orderu Odrodzenia Polski (11 listopada 1936)[3]